# Carmen de la Maza
María del Carmen Sainz de la Maza y de la Serna (San Sebastián, 23 de agosto de 1940 - Madrid, 14 de enero de 2022) fue una actriz española.

## Biografía
Hija del concertista de guitarra clásica Regino Sainz de la Maza y de la escritora Josefina de la Maza (Josefina de la Serna y Espina), su abuela materna fue la escritora Concha Espina y su tío el periodista Víctor de la Serna.
Tras estudiar en la Escuela de Arte Dramático de Madrid, dedicó sus primeros años de actividad profesional al teatro, medio en el que debuta en 1952 con la obra Ejercicio para cinco dedos. En años sucesivos intervino en los montajes, entre otros, de Las señoras primero (1959), Esta noche tampoco (1961), Don Juan Tenorio (1964), El condenado por desconfiado, El rey Lear, Tartufo, Mariana Pineda (1982), El príncipe constante (1988), Cena para dos (2003) o Buenas noches, madre (2006).
El medio que mayor popularidad le proporcionó fue, sin embargo, la televisión. Presente en la pequeña pantalla desde principios de la década de 1960 intervino en decenas de espacios dramáticos, como Estudio 1 o Novela, así como en la serie de Adolfo Marsillach Habitación 508 y en Juncal, de Jaime de Armiñán.
En cine intervino, entre otras, en las películas Canción de juventud (1962), junto a Rocío Dúrcal, Los pájaros de Baden-Baden (1975), de Mario Camus, Más allá del jardín (1997), de Pedro Olea, Airbag (1997), de Juanma Bajo Ulloa y El asombroso mundo de Borjamari y Pocholo (2004).
Casada con el director de cine Agustín Navarro, que falleció en 2001, tuvieron tres hijos. En los últimos años mantuvo una relación sentimental con el actor José Luis López Vázquez.

## Muerte
Falleció el 14 de enero de 2022 a los 81 años en un hospital de Madrid a causa de una larga enfermedad.

## Teatro
| - Romeo y Julieta (1957), de William Shakespeare. - El delantero centro murió al amanecer (1958), de Agustín Guzzani. - Las señoras primero (1959), de Juan José Alonso Millán. - La isla soñada (1960), de Aldo Nicolaj. - El glorioso soltero (1960), de Joaquín Calvo Sotelo. - Sentencia de muerte (1960), de Alfonso Paso. - Esta noche tampoco (1961), de José López Rubio. - Anatol (1961), de Arthur Schnitzler. - La vida con papá (1961), de Lindsay y Crouse. - La cabeza de un traidor (1962), de Robert Bolt. - La señora que no dijo sí (1962), de Juan José Alonso Millán. - Alrededor de siempre (1962), de Santiago Moncada. - Pisito de solteras (1963), de Jaime de Armiñán. - Don Juan Tenorio (1964), de José Zorrilla. - Después de la caída (1965), de Arthur Miller. - El burlador de Sevilla (1966), de Tirso de Molina. | - Sigfrido en Stalingrado (1969), de Luigi Candoni. - El bebé furioso (1974), de Manuel Martínez Mediero. - Buenas noches, Sabina (1975), de Víctor Ruiz Iriarte. - Cuatro estaciones (obra de teatro) (1976), de Arnold Wesker - El condenado por desconfiado - El rey Lear - Tartufo - Mariana Pineda (1982), de Federico García Lorca. - El príncipe constante (1988), de Calderón de la Barca. - El auto de las plantas (1991), de Calderón de la Barca. - La heredera (1997), de Ruth y August Goetz. - La hermana pequeña (1999), de Carmen Martín Gaite. - Cena para dos (2003), de Santiago Moncada. - Buenas noches, madre (2006), de Marsha Norman. |

## Trayectoria en TV
| - Hospital Central - Cartas a Mayarí (2 de julio de 2008) - El pasado es mañana (2005) - El comisario - 1500 grados (17 de enero de 2000) - Sin pruebas (24 de enero de 2000) - Menudo es mi padre - 25 de septiembre de 1997 - Juncal (1989) - Mujeres insólitas - La reina después de muerta (8 de marzo de 1977) - Los libros - El Jayón (28 de junio de 1976) - Cuentos y leyendas - Los tres maridos burlados (31 de octubre de 1975) - Telecomedia - El homenaje (7 de diciembre de 1974) - Pequeño estudio - Con un solo pie (3 de noviembre de 1972) - Historias de Juan Español - Juan Español, hincha de primera (20 de septiembre de 1972) - Obra completa - Cuatro encuentros (10 de septiembre de 1971) - La risa española - El sombrero de copa (13 de junio de 1969) - Hora once - Compañerismos (8 de junio de 1969) - El premio - Centinela de la India (6 de enero de 1969) | - Teatro de siempre - Las troyanas (12 de diciembre de 1966) - El placer de la honradez (28 de febrero de 1968) - Los empeños de una casa (27 de marzo de 1972) - Los encuentros - Le espera (22 de octubre de 1966) - Un ladrón se jubila (30 de septiembre de 1967) - Habitación 508 (1966) - Novela - Madame Curie (1 de agosto de 1966) - El aguilucho (28 de noviembre de 1966) - Felipe Derblay (27 de noviembre de 1967) - La vergonzosa ternura (26 de febrero de 1969) - Raffles (11 de marzo de 1968) - El rayo de luna (30 de diciembre de 1968) - Colomba (3 de enero de 1972) - La esfinge maragata (20 de agosto de 1973) - Torremolinos Gran Hotel (10 de abril de 1978) - La taberna (13 de noviembre de 1978) - Estudio 1 - El divino impaciente (7 de abril de 1966) - La loca de la casa (6 de septiembre de 1967) - La dama boba (1 de enero de 1969) - Un paraguas bajo la lluvia (11 de febrero de 1969) - El caso del señor vestido de violeta (8 de abril de 1969) - El hombre de mundo (8 de enero de 1970) - Dulce hombre (28 de enero de 1972) - El lindo don Diego (13 de julio de 1973) - Deseada (16 de febrero de 1978) Deseada - Las tres perfectas casadas (7 de octubre de 1979) - Mariana Pineda (22 de agosto de 1983)...Mariana Pineda - Primera fila - Tío Vania (6 de septiembre de 1963) |

## Filmografía
- Canción de juventud (1962)

| Año  | Película                                  | Personaje         | Director                              |
| ---- | ----------------------------------------- | ----------------- | ------------------------------------- |
| 1962 | Canción de juventud                       | María Ibañez      | Luis Lucía Mingarro                   |
| 1975 | Proceso de la Conciencia                  |                   | Agustín Navarro                       |
| 1975 | Los pájaros de Baden-Baden                |                   | Mario Camus                           |
| 1975 | De profesión:polígamo                     | Elena             | Angelino Fons                         |
| 1975 | Casa manchada                             | Elvira            | José Antonio Nieves Conde             |
| 1982 | En septiembre                             | Carola            | Jaime Armiñán                         |
| 1982 | La próxima estación                       | Pilar             | Antonio Mercero                       |
| 1996 | Más allá del jardín                       | Soledad           | Pedro Olea                            |
| 1997 | Airbag                                    | Madre de Konradín | Juanma Bajo Ulloa                     |
| 2004 | El asombroso mundo de Borjamari y Pocholo | Concha de Robles  | Juan Cavestany, Enrique López Lavigne |
| 2010 | Todo lo que tú quieras                    | Madre de Alicia   | Archero Mañas                         |